# Falcileptoneta
Falcileptoneta là một chi nhện trong họ Leptonetidae.